# Liga Mexicana de Béisbol 1926
La Temporada 1926 de la Liga Mexicana de Béisbol fue la segunda edición. Para este año hubo una expansión de 6 a 7 equipos, adicionalmente hubo tres cambios de sede, desaparecen los equipos de Nacional de México y los Rojos del Águila de Veracruz. El equipo campeón de la temporada anterior, el 74 Regimiento de Puebla que había terminado de jugar en la ciudad de San Luis Potosí, comienza la temporada en esta ciudad convirtiéndose en los Tuneros de San Luis, pero abandonaron la liga después de 4 partidos jugados.
Además ingresan los equipos de Artillería de México, Ocampo de Jalapa y Gertrudis de México, este último equipo se mudó a la ciudad de Pachuca para la segunda mitad de la temporada donde tomó el nombre de Gabay de Pachuca, con el que jugó el resto de la campaña. El equipo de Carmona de México abandonó la liga en la segunda mitad pero su lugar lo tomó el equipo de Agricultura de México. El calendario constaba de 25 juegos que se realizaban solamente los fines de semana, el calendario se dividió en dos partes, el equipo ganador de la primera vuelta se enfrentaba al ganador de la segunda vuelta en una Serie Final para determinar al equipo campeón.
Ocampo de Jalapa obtuvo el único campeonato de su historia al terminar en primer lugar en las dos mitades del calendario, con marca de 11 ganados y 3 perdidos en la primera vuelta y 8 ganados con 3 perdidos en la segunda, el segundo mejor equipo fue el Carmona de México, que terminó en segundo lugar en las dos vueltas. El mánager campeón fue José Mancisidor.

## Equipos participantes
| Liga Mexicana de Béisbol 1926 |           |                                  |
| Equipo                        | Fundación | Ciudad                           |
| Artillería de México          | 1926      | México, D. F.                    |
| Carmona de México             | 1925      | México, D. F.                    |
| Club Guanajuato               | 1909      | Guanajuato, Guanajuato           |
| Club México                   | 1925      | México, D. F.                    |
| Gertrudis de México           | 1926      | México, D. F.                    |
| Ocampo de Jalapa              | 1926      | Jalapa, Veracruz                 |
| Tuneros de San Luis           | 1926      | San Luis Potosí, San Luis Potosí |

## Posiciones

### Primera Vuelta
| Liga Mexicana de Béisbol | Liga Mexicana de Béisbol | Liga Mexicana de Béisbol | Liga Mexicana de Béisbol | Liga Mexicana de Béisbol |
| Equipo                   | JG                       | JP                       | PCT                      | JV                       |
| ------------------------ | ------------------------ | ------------------------ | ------------------------ | ------------------------ |
| Jalapa                   | 11                       | 3                        | .786                     | -                        |
| Carmona                  | 9                        | 5                        | .643                     | 2.0                      |
| México                   | 8                        | 6                        | .571                     | 3.0                      |
| Gertrudis(1)             | 6                        | 8                        | .429                     | 5.0                      |
| Guanajuato               | 5                        | 9                        | .357                     | 6.0                      |
| Artillería               | 5                        | 9                        | .357                     | 6.0                      |
| San Luis(2)              | 0                        | 4                        | .000                     | 6.0                      |

| Ganador de la Primera Vuelta |

### Segunda Vuelta
| Liga Mexicana de Béisbol | Liga Mexicana de Béisbol | Liga Mexicana de Béisbol | Liga Mexicana de Béisbol | Liga Mexicana de Béisbol |
| Equipo                   | JG                       | JP                       | PCT                      | JV                       |
| ------------------------ | ------------------------ | ------------------------ | ------------------------ | ------------------------ |
| Jalapa                   | 8                        | 3                        | .727                     | -                        |
| Carmona(3)               | 2                        | 1                        | .667                     | 2.0                      |
| Agricultura(4)           | 5                        | 3                        | .625                     | 1.5                      |
| Artillería               | 5                        | 6                        | .455                     | 3.0                      |
| Pachuca(5)               | 5                        | 6                        | .455                     | 3.0                      |
| México(6)                | 0                        | 3                        | .000                     | 4.0                      |
| Guanajuato(6)            | 0                        | 3                        | .000                     | 4.0                      |

| Ganador de la Segunda Vuelta |

1 Se mudó a la ciudad de Pachuca y tomó el nombre de Gabay de Pachuca.
2 Abandonó la liga después de un mes.
3 Abandonó la liga y en su lugar entró el equipo de Agricultura.
4 Tomó el lugar del Carmona.
5 Tomó el lugar del Gertrudis.
6 Abandonaron la liga.